# Flatoidessa conspersa
Flatoidessa conspersa är en insektsart som först beskrevs av Brancsik 1893.  Flatoidessa conspersa ingår i släktet Flatoidessa och familjen Flatidae. Inga underarter finns listade i Catalogue of Life.